# リセ・ナバール

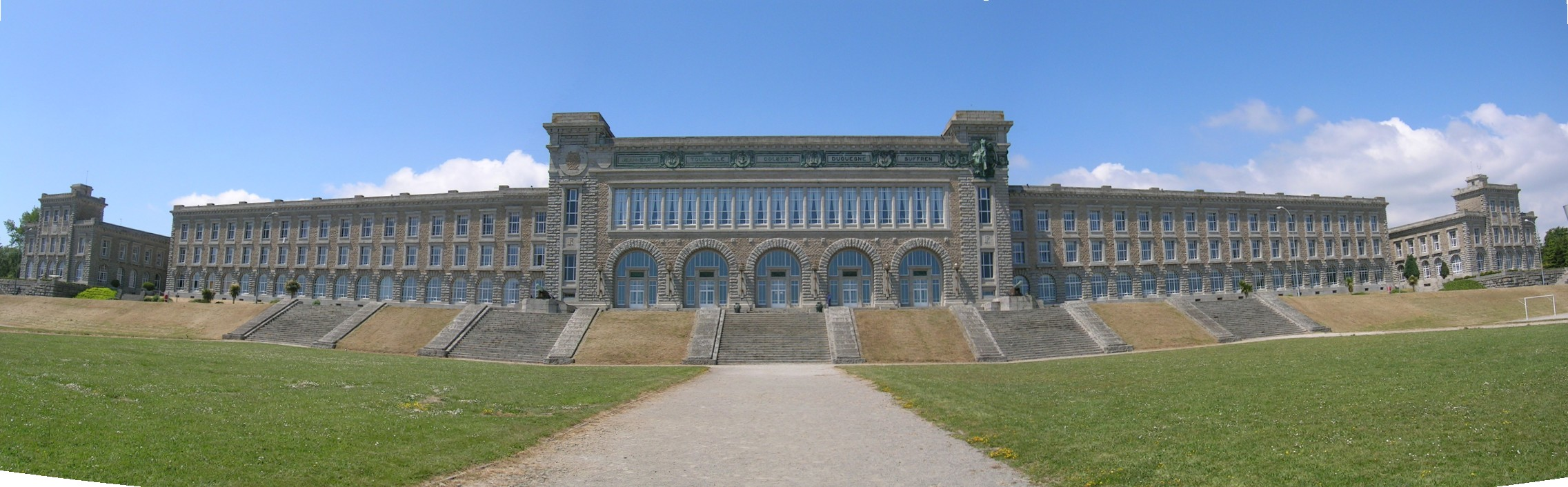
校舎

リセ・ナバール・ド・ブレスト（仏語: Lycée naval de Brest）は、6校あるフランスのリセ・ド・ラ・デファンスの一つで、フランス海軍の教育機関である。所在地はブルターニュ地方の軍港都市ブレスト。